# Subassociatie (vegetatiekunde)
In de vegetatiekunde is een subassociatie de laagste syntaxonomische rang, onder de associatie, of een syntaxon in die rang. 
Deze indeling is gebaseerd op die van de taxonomie.
Subassociaties worden van elkaar onderscheiden door eigen differentiërende soorten. Vaak is deze indeling enkel maar van lokaal belang, en worden subassociaties elders niet herkend.
Namen van plantengemeenschappen van het niveau subassociatie zijn herkenbaar aan de uitgang -etosum (bijvoorbeeld in Fraxino-Ulmetum alnetosum of elzenrijk essen-iepenbos).